# Болус, Гарри
Гарри Болус (англ. Harry Bolus, 28 апреля 1834 — 25 мая 1911) — южноафриканский ботаник, основатель The Bolus Herbarium.

## Биография
Гарри Болус родился 28 апреля 1834 года.
Он впервые заинтересовался южноафриканской флорой в 1865 году.
The Bolus Herbarium, созданный в 1865 году, на сегодняшний день является старейшим гербарием в Южной Африке. В The Bolus Herbarium находится коллекция из более чем 350 тысяч образцов. Это третий по величине гербарий в Южной Африке.
Болус обеспечил развитие ботаники в Южной Африке.

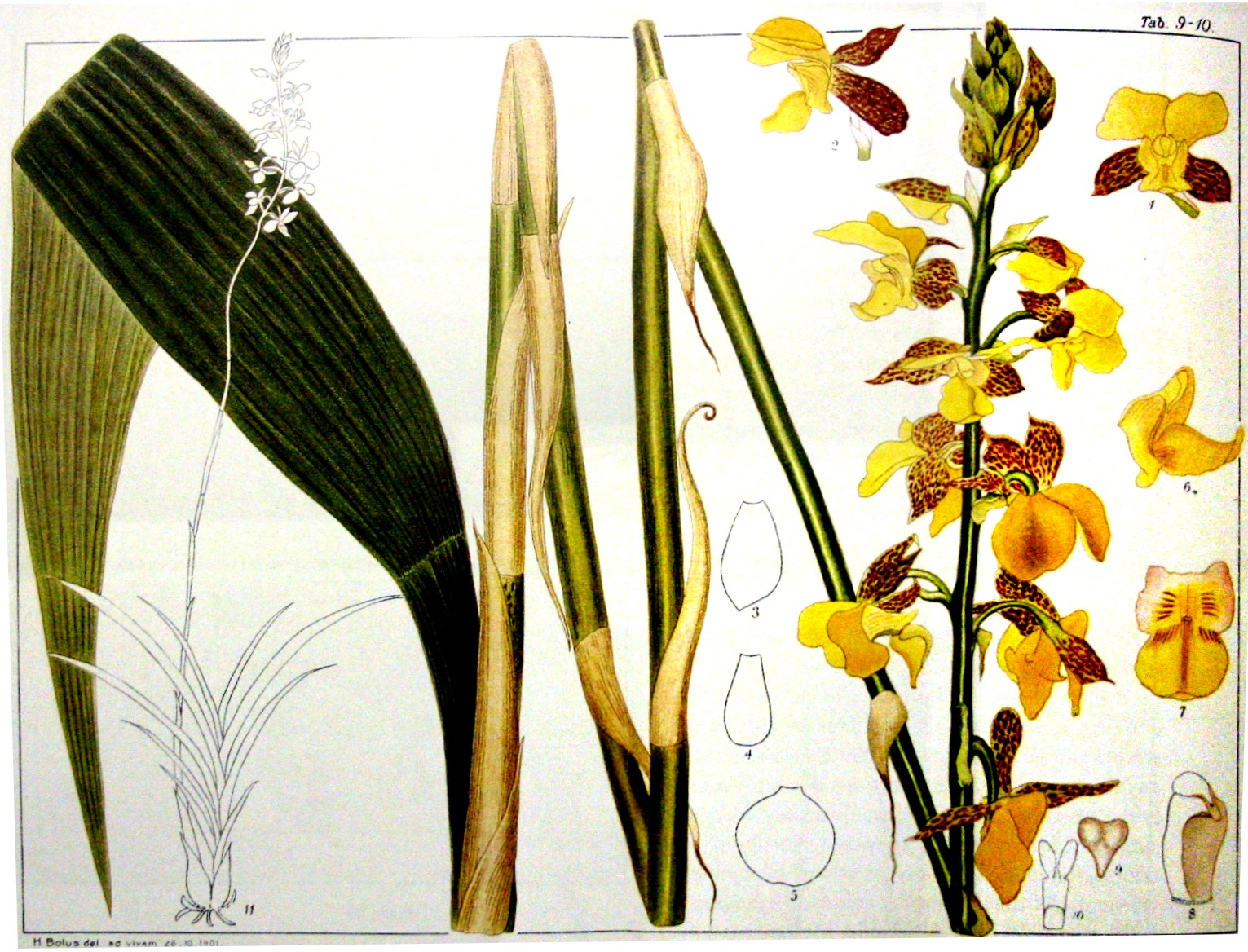
Eulophia streptopetala (ботаническая иллюстрация Гарри Болуса)

Гарри Болус умер 25 мая 1911 года.

## Научная деятельность
Гарри Болус специализировался на семенных растениях.

## Публикации
- A Preliminary list of the Cape orchids. 1881.
- Descriptions of the 117 Cape Peninsula orchids.
- A Sketch of the flora of South Africa. 1886.
- Icones Orchidearum Austro-Africanum Extra-tropicarum. Volume 1 Part 1 comprising 50 plates. 1893.
- Icones Orchidearum Austro-Africanum Extra-tropicarum. Part 2. 1896.
- Icones Orchidearum Austro-Africanum Extra-tropicarum. Volume 2 comprising 100 plates. 1911 (shortly after his death).
- Icones Orchidearum Austro-Africanum Extra-tropicarum. Volume 3 edited by his grand-niece Miss HML Kensit, and containing 9 plates painted by his son Frank. 1913.
- A list of flowering plants and ferns of the Cape Peninsula with Wolley-Dod.
- Ericaceae for Flora Capensis with Francis Guthrie and NE Brown.